# Atlético Zulia Fútbol Club
Não confunda com  Zulia FC.

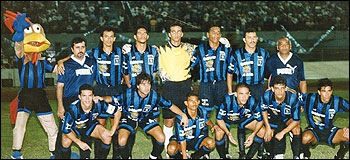
Atlético Zulia.

Atlético Zulia foi um time de futebol profissional em Maracaibo, Venezuela. Fundada em 1996 pelo Sr. Marcelo Bortolussi depois de adquirir os direitos do clube FC Lagunillas Unicol. 
Chegou a disputar a seletiva para a Copa Libertadores da América.

## Torneos nacionais
- Primera Divisão da Venezuela (1): 1997/98.
- Copa Venezuela (1): 1997.